# رعد و برق (فیلم ۲۰۱۴)
رعد و برق 
(به تلوگویی: Current Theega) یا سیم برق (به انگلیسی: Electrical wire) فیلمی هندی محصول سال ۲۰۱۴ و به کارگردانی جی ناگسوارا ردی است. در این فیلم بازیگرانی مانچو مانوج، راکول پریت سینگ، جاگاپاتی ببو، سانی لئونه و شیلپی شارما ایفای نقش کرده‌اند.